# Кременки (Дивеєвський район)
Кременки (рос. Кременки) — село в Дивеєвському районі Нижньогородської області Російської Федерації.
Населення становить 588 осіб. Входить до складу муніципального утворення Дивеєвська сільрада.

## Історія
Від 2009 року входить до складу муніципального утворення Дивеєвська сільрада.

## Населення
| 2002 | 2010 |
| ---- | ---- |
| 616  | ↘588 |

## Мешканці
В селі народився Бугорков Степан Степанович (1920—1991) — радянський письменник.